# Езерский, Владимир Иосифович
Езерский Владимир Иосифович (1920—1978) — украинский советский астроном, планетолог, директор Харьковской обсерватории (1971—1977)

## Биография
Езерский поступил в Харьковский университет перед войной. В начале войны, как и многие другие первокурсников физмата, был направлен на учёбу в Военно-воздушную инженерную академию им. Н. Е. Жуковского. После ускоренного окончания академии стал авиационным техником на фронте. Вернувшись с фронта, снова учился, окончил университет, затем аспирантуру, работал научным сотрудником в обсерватории. В 1949—1950 учебном году руководил астрономическим кружком во Дворце пионеров.
В 1951—1954 Езерский пыполнил работу по фотографической фотометрии Венеры. Проведя собственные фотографирования Венеры в 1951, 1953 и 1954 годах и добавив фотографические наблюдения Барабашова 1932 года, Езерский выполнил измерения яркости изображений с помощью микрофотометра. Было показано, что максимум яркости приходится на равные углы падения и отражения. Оказалось также, что ветви кривых распределения яркости со стороны лимба и со стороны терминатора не совпадают. Позже Дудинов объяснил это влиянием турбулентного замытия изображения планеты земной атмосферой. В 1956 году под руководством Барабашова Езенский защитил кандидатскую диссертацию «Фотографическая фотометрия Венеры». Совместно с В. А. Федорец создавал большой фотометрический каталог лунных образований (более 1000 участков). Исследовал различия карт альбедо Луны Сари и Шорта, Вайлди, а также Евсюкова. Изучал законы рассеяния света лунной поверхностью. Под его руководством выполнялись работы по фотометрическому обеспечению мест посадок советских космических аппаратов Луна-16, Луна-20 и Луна-24. Вместе с Акимовым и Шкуратовым исследовал лунный грунт. Совместно с Козыревым наблюдал явление, интерпретируемое как выделение газа на Луне.
В 1958—1971 преподавал в университете, был доцентом. Вёл курсы «Общая астрономия», «Общая и теоретическая астрофизика», спецкурсы. В 1971, после смерти Барабашова, стал директором Харьковской обсерватории.
Долгое время в обсерватории назревал конфликт поколений между Езерским и младшими по возрасту сотрудниками. В 1977 году, на учёном совете обсерватории, работники младшего поколения беспощадно критиковали Езерского и добились его отставки. В следующем году Езерский умер от сердечного приступа.

## Семья
Родственник Лидии Павловны Езерской — эсерки, которая стреляла в могилёвского губернатора.
Жена Валентина Александровна Езерская (Федорец) была астрономом, сотрудницей Барабашова, составила фотометрический каталог Луны.
Имел двух дочерей. Елена Владимировна Езерская стала физиком, доцентом физического факультета ХНУ им. В. Н. Каразина.